# Višje sodišče v Mariboru
Višje sodišče v Mariboru je višje sodišče Republike Slovenije s sedežem v Mariboru. Trenutni predsednik (2007) je Boris Štampar.
Pod to višje sodišče spadajo naslednja okrajna sodišča:
- Okrajno sodišče v Mariboru
- Okrajno sodišče v Murski Soboti
- Okrajno sodišče v Ormožu
- Okrajno sodišče na Ptuju
- Okrajno sodišče v Lenartu
- Okrajno sodišče v Lendavi
- Okrajno sodišče v Slovenski Bistrici
- Okrajno sodišče v Slovenj Gradcu
- Okrajno sodišče v Gornji Radgoni
- Okrajno sodišče v Ljutomeru

## Sodniki in sodnice Višjega sodišča v Mariboru

### Oddelek za prekrške
Janica Gajšek Rojs
Jasminka Pen
Boris Podgornik
Darja Šenica

### Oddelek za kazensko sodstvo
Breda Cerjak Firbas
Barbara Debevec
Slavica Gabrovec
Leonida Jerman
mag. Aleksander Karakaš
Zdenka Klarić
Miro Lešnik
Miroslav Pliberšek
Simona Skorpik
Boris Štampar

### Oddelek za gospodarsko sodstvo
Alenka Kuzmič
Danja Lekše
Janez Polanec
Danica Šantl Feguš

### Oddelek za civilno sodstvo
Metka Jug
mag. Jelka Kurnik
Vojko Kušar
mag. Karolina Peserl
Vlasta Polanec
Silvija Potočnik
Branko Reisman
Vesna Rezar
mag. Igor Strnad
Cvetka Suhodolčan
Vita Valenti
Nina Vidic
Hedvika Vratarič
Alenka Zgubič